# SV Rhenania Würselen
SV Rhenania Würselen is een Duitse voetbalclub uit Würselen, Noordrijn-Westfalen.

## Geschiedenis
De club werd opgericht in 1905 en sloot zich in 1907 aan bij de West-Duitse voetbalbond. De club speelde voor de Tweede Wereldoorlog enkele seizoenen in de hoogste klasse.